# Lin Tinggui
Lin Tinggui (chinois traditionnel : 林庭珪 ; pinyin : Lín Tíngguì (?) ; Wade : Lin T'ing-kuei) (actif entre 1174 et 1189) (en Japonais : Rin Teikei) était un peintre chinois de la dynastie des Song du Sud (1127 - 1279). Ses œuvres sont fortement influencées par le thème du bouddhisme chinois.

## Les Cinq cents Luohan
Lin Tinggui est principalement connu pour avoir participé avec Zhou Jichang (Japonais : Shuu Kijou) dans la réalisation des Cinq cents Luohan (Chinois : Wubai Luohan), un ensemble de 100 peintures offertes en cadeau à un temple bouddhiste en 1175 par un abbé bouddhiste. Ce projet artistique en honneur de Luohan est terminé trois ans plus tard en 1178.
Dans le folklore bouddhiste chinois, les cinq cents Luohan (les saints bouddhistes) habitent un pic derrière le pont de pierre du mont Tiantai localisé à Jiuhuashan, dans le xian actuel de Qingyang, province de Anhui. Cette croyance est formée d'une part d'une plus ancienne croyance daoiste selon laquelle ce lieu est la résidence des immortels, et de l'autre de la connaissance d'une légende bouddhiste indienne, selon laquelle cinq cents arhats vivent sur le mont Buddhavanagiri près de Rajagrha. Cette croyance est le thème principal de l'œuvre de Lin Tinggui et Zhou Jichang.

## Les Cinq cents Luohan hors de Chine
Au cours du XIIIe siècle, l'ensemble des peintures de Lin Tinggui et Zhou Jichang est importé au Japon et devient la propriété du temple Jufuku-ji à Kamakura. Des copies peintes à la main des rouleaux sont réalisées en 1368 par le peintre Minchou (1351-1431) pour les temples bouddhistes de Engaku-ji et Toufuku-ji à Kamakura. Les peintures sont ensuite déménagées vers Sounji par la famille guerrière Hojo, avant d'être apportée au Japon oriental au XVIe siècle par le seigneur de guerre Toyotomi Hideyoshi en tant que butin de guerre. Il place ce précieux ensemble de 100 peintures dans le temple Hōkō-ji, près de Hamamatsu. Les peintures sont finalement placées dans le temple bouddhiste de Daitoku-ji à Kyoto, dans le sous-temple de Soken'in, que Hideyoshi a financé en honneur de son prédécesseur, Oda Nobunaga. En 1894, le temple a besoin de fonds pour être rénové et met donc en vente aux enchères quarante quatre des cents rouleaux à Boston. Dix de ces peintures sont vendues par les Japonais au cours de l'exposition (alors que le reste retourne à Kyoto), alors que la peinture Blanchissage des Luohan de Lin Tinggui est offerte en cadeau à l'organisateur américain de l'exposition. Cette dernière est ensuite vendue en 1902 à Charles Lang Freer et fait désormais partie de la collection de la Freer Gallery of Art, partir du musée du Smithsonian Institution à Washington.
Dans la fameuse peinture de Lin Tinggui, Blanchissage des Luohan (1178), cinq Luohan illuminés et un ouvrier semblent laver leurs vêtements et les suspendre pour les faire sécher par un ruisseau jaillissant se déplaçant à travers un paysage lugubre brun-ombragé et densément boisé. Dans le coin inférieur droit de la peinture, presque invisible à l'œil nu, se trouve une petite signature écrite en or par Lin Tinggui. La Freer Gallery possède également une peinture de l'ensemble réalisée par Zhou Jichang, appelée Pont de pierre au mont Tiantai.
Plusieurs peintures réalisées par Lin Tingguie et Zhou Jichang pour les Cinq Cents Luohan sont ainsi conservés au Musée des beaux-arts de Boston.